# 罗斯林研究所

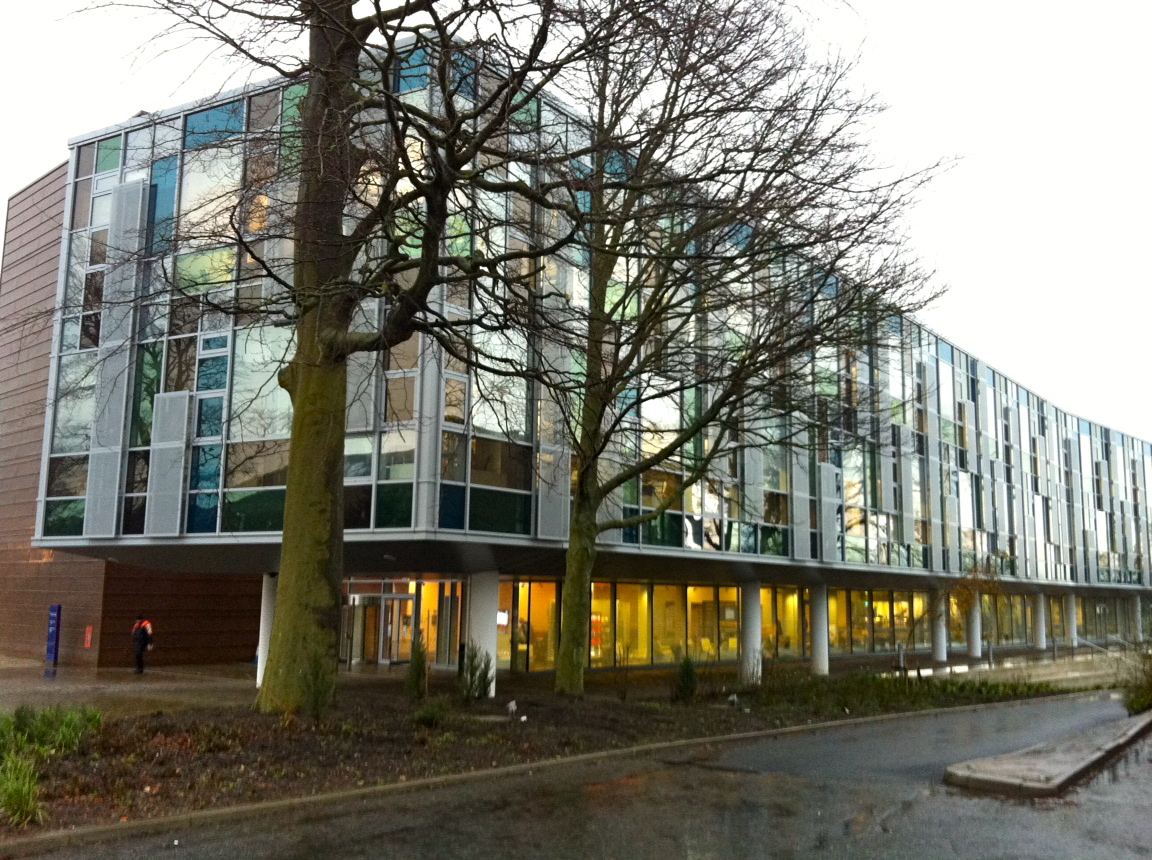

罗斯林研究所是位于苏格兰中洛锡安罗斯林的一个政府研究机构，由生物技术和生物科学研究委员会（Biotechnology and Biological Sciences Research Council, BBSRC）提供赞助，隶属于爱丁堡大学。该研究所在动物遗传学、细胞生物学、动物病理学以及人畜预防医学等领域上世界领先，共与四位诺贝尔生理学或医学奖得主有关。

## 历史沿革
罗斯林研究所成立于1993年，研究所的前身可以追溯到1919年的爱丁堡大学的动物遗传研究所（the Institute of Animal Genetics, IAG）。1947年，动物遗传研究所成立了家禽研究中心（the Poultry Research Centre, PRC）和动物育种研究组织（Animal Breeding Research Organisation, ABRO）。这两个组织在爱丁堡大学以动物遗传部门（the Unit of Animal Genetics, UAG)）的形式存在。1985年，动物遗传部门、家禽研究中心及动物育种研究组织同Babraham的动物生理研究所（the Institute of Animal Physiology）合并为动物生理及遗传研究所（the Institute of Animal Physiology and Genetics Research, IAPGR）。而动物育种研究组织的职员转到罗斯林的家禽研究中心组成动物生理及遗传研究所的爱丁堡研究站。1992年，农业及食品研究委员会（Agricultural and Food Research Council, AFRC）决定将罗斯林和Babraham的研究所建成独立的研究所。1993年，罗斯林研究所成立。1995年，罗斯林研究所成立有限责任公司并为生物技术和生物科学研究委员会赞助的苏格兰慈善机构。
2007年4月，罗斯林研究所与动物健康研究所原有的神经病发病机理部门进行整合并于2008年4月合并成为爱丁堡大学兽医研究皇家学院的一部分。

## 主要成果
1996年，伊恩·威尔穆特、基思·坎贝尔及其同事共同研究出世界上第一头从干细胞克隆出的哺乳动物克隆羊多利。一年后，带有人类基因的绵羊Polly and Molly也被克隆出来。
2007年，罗斯林研究所培育出带人类基因的转基因鸡。这种鸡含有特殊的蛋白质，可用于癌症的治疗。
罗斯林研究所近期还研究出了对致命病毒具有抗性的养殖三文鱼和猪，以及发现了通过宏基因组学来重组牛的基因的方法，从而达到减少奶牛产生的甲烷量的效果。该研究可能改变全球变暖的走向。

## 相关人物
- 赫尔曼·约瑟夫·马勒，1946年诺贝尔生理学或医学奖得主，发现了X射线会导致果蝇的基因突变，1937至1940年于研究所任教
- 彼得·杜赫提，兽医学家，1996年诺贝尔生理学或医学奖得主，发现了T细胞如何结合主要组织相容性复合体（MHC）蛋白识别其靶向抗原，1966-1970年在研究所教授G.L.蒙哥马利和J.T.斯坦普的指导下完成了病理学博士学位
- 保罗·纳斯，2001年诺贝尔生理学或医学奖得主，发现了调节细胞周期的关键蛋白质，1973至1979年在默多克·密契森的实验小组进行博士后研究
- 罗伯特·爱德华兹，2010年诺贝尔生理学或医学奖得主，体外受精和试管婴儿技术的发明者，1955至1957年在研究所由动物遗传学教授C.H.沃丁顿指导获得博士学位，并至1960年在其下进行博士后研究
- 安妮·麥克拉倫，发育生物学家，1959-1974任教
- 康拉德·哈尔·沃丁顿，发育生物学家和遗传学家，表觀遺傳學之父，1947年至1975年去世担任动物遗传学教授
- 张明觉，美籍华裔生殖生物学家，在人工体外受精的成就促成了第一个试管婴儿的诞生，并发明了复方口服避孕药。1955年拉斯克奖得主
- 伊恩·威尔穆特，1996年研究所从成年体细胞克隆第一只哺乳动物“多莉”的研究小组领导者。1982年至今任学院荣誉退休教授、MRC再生医学中心主席
- 基思·坎贝尔，随伊恩·威尔穆特的团队中研究哺乳动物胚胎克隆。1998年，坎贝尔等率先克隆出带有人类基因的转基因羊“波莉”，2000年，坎贝尔和北美PPL研究小组利用体细胞核移植技术克隆出5头小猪。1993年至2012年任教